# Юзбашевка
Александровка, прежде Юзбашевка — дворянская усадьба XVIII века в городе Александровск Луганской области Украины, пребывающая в заброшенном состоянии, после Великой Отечественной войны в здании размещался Луганский областной противотуберкулезный диспансер до 2006 года.

## История усадьбы

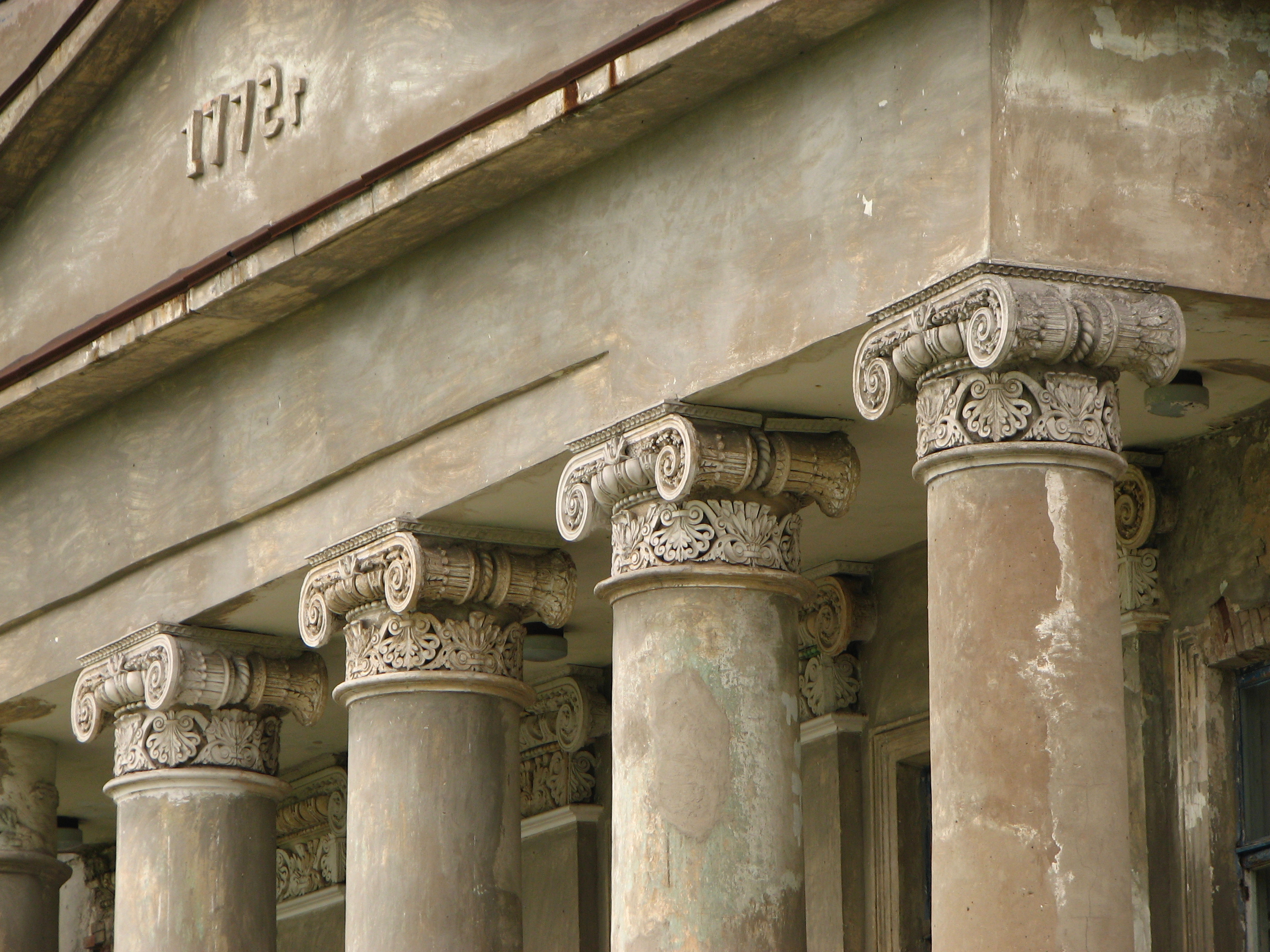
Деталь фронтона

Особняк был построен в 1772 году Константином Юзбаши (1724—1802) — бригадиром русской армии, выходцем из сербских граничар во владениях Габсбургов, одним из первых военных поселенцев Славяносербии, который передал его и земли в районе села Весёлая Гора в наследство своему сыну Александру Константиновичу Юзбаши. Это случилось между 1783—1802 годами. Фрагменты описания Екатеринославской губернии, в частности о Слободе Александровой, свидетельствуют:

Въ 1783 году, по усердной просьбе обывателей слободы Александровки, Юзбашевки тожъ, и по собственному желанию, бригадиръ Константинъ Николаевичъ Юзбашъ началъ хлопотать о постройке въ слободе Александровке церкви во имя Вознесения Господня— 
Особняк был продан помещику Сомову в 1806 году.
С 1861 года владельцем усадьбы становится помещик Рубенштейн, который впоследствии продал имение помещику Иловайскому.
В 1883 году имение купил предприниматель Виктор Голубев (1842—1903), а последним владельцем усадьбы до 1918 года стал его старший сын Лев Голубев (1876—1942). Короткая заметка об Александровке была помещена в журнале «Столица и усадьба» (1914, № 4).
В апреле 1918 года Александровск заняли части кайзеровской Германии и немцы вывезли из помещичьего дома всё имущество.
По окончании гражданской войны в доме располагался райсовет, так как Александровск в то время был районным центром.
После Великой Отечественной войны здание отдали под областной противотуберкулезный диспансер, который просуществовал в нём до 2006 года.

Свободное здание передали на баланс Александровского городского совета, который не имел средств для реставрации бывшего имения и сдал имение в аренду частному предприятию, который начал работы по реконструкции. В 2011 году планы по уменьшению территории поместья (вырубка лесов сада поместья для строительства стадиона) стал предметом споров и в результате был отложен. 

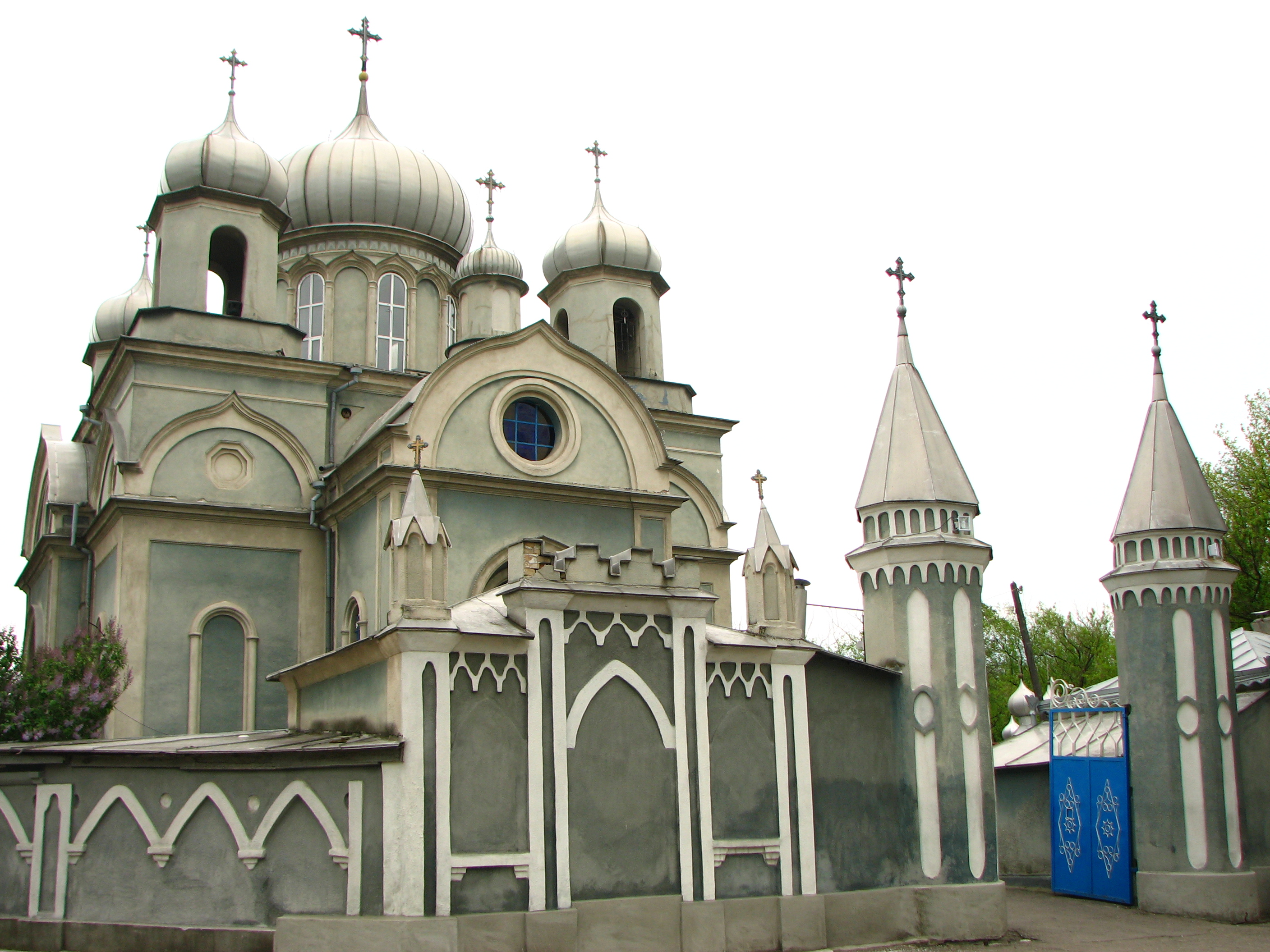
Свято-Вознесенский собор

## Описание имения

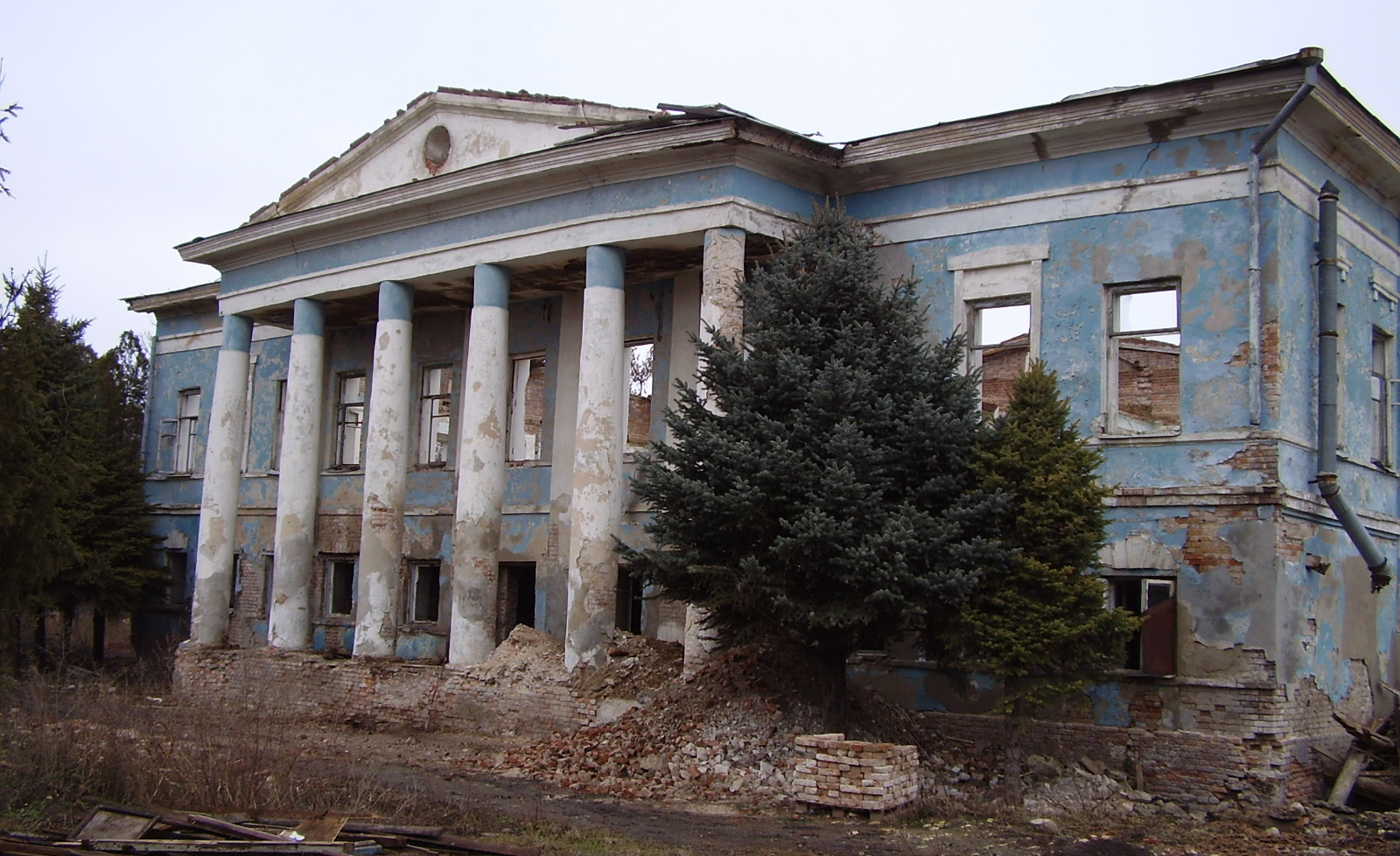
Похожую усадьбу Юзбаши построил в селе (Весёлая Гора)

Усадьба Юзбаша, огороженная кирпичной оградой, состоит из собственно дома с постройками, дома управляющего, сада по реке Лугань и Свято-Вознесенского храма.
Господский дом построен в строгом соответствии с канонами раннего российского классицизма. Это двухэтажное помещение с портиками на обоих фасадах: северный украшают колонны ионического ордера, южный — коринфского.
Главный (северный) фасад является наиболее уцелевшей частью особняка (возможно потому, что во времена пребывания здесь тубдиспансера он был тыльной стороной и им пользовались мало). Наверху стоит дата — 1772, которая до этого времени не определена, по разным версиям, это год строительства самого особняка, год создания на этом месте усадьбы, дата массового заселения деревни приезжими крестьянами и мастерами. Колоннада, которая ведёт к дому, построена в дорийском стиле и служила переходом из дома прислуги в имение. Таким образом, в построении представлены все три разновидности декора античности.
По источникам, особняк соединялся колоннадами с двумя флигелями. Но другая колоннада не сохранилась. Доказательством её существования являются остатки дыр от креплений над западными дверьми, которые похожи на те, что сохранились над восточными, к которым ведет первая колоннада. Причины исчезновения второй колоннады неизвестны.
По преданию, в имении были подземные ходы. Известно также, что на территории барского двора есть винные погреба.